# Башкиров Сергій Геннадійович
Сергій Геннадійович Башкиров (11 березня 1959, Шумерля, Чуваська Республіка — 19 вересня 2023, Дніпро, Україна) — колишній радянський та український футболіст, що грав на позиції захисника. По завершенні ігрової кар'єри — футбольний тренер. Входив до тренерського штабу клубу «Металург» (Запоріжжя). Майстер спорту СРСР (1984).
Виступав, зокрема, за клуб «Дніпро» (Дніпропетровськ), у складі якого став чемпіоном та володарем кубка СРСР.

## Ігрова кар'єра
Народився 11 березня 1959 року в місті Шумерля в Чувашії. Вихованець футбольної школи клубу «Зірка» з рідного міста.
У дорослому футболі дебютував 1976 року виступами за «Сталь» (Чебоксари), в якій провів три сезони, взявши участь у 42 матчах чемпіонату.
У вищій лізі чемпіонату СРСР дебютував в сезоні 1979 у складі «Пахтакора», в який був переведений з московського «Спартака» після загибелі ташкентської команди в авіакатастрофі.
В 1980—1983 роках грав у Першій та Другій лігах за клуби «Сталь» (Чебоксари), «Крила Рад» (Самара), «Іскра» (Смоленськ) та «Металург» (Запоріжжя).
На початку 1984 року перейшов в дніпропетровський «Дніпро», у складі якого за п'ять років став чемпіоном, срібним та двічі бронзовим призером чемпіонату СРСР і володарем кубка СРСР. Більшість часу, проведеного у складі дніпропетровського «Дніпра», був основним гравцем захисту команди.
1989 року з «Дніпра» повернувся в Запоріжжя до Геннадія Жиздика, який готував ґрунт для виходу у вищу лігу і запросив кілька молодих та досвідчених футболістів «Дніпра»: Віктора Скрипника, Юрія Вернидуба, Василя Сторчака, Олега Тарана. У запорізькому «Металурзі» виступав до 1991 року, після чого виступав в клубі третього дивізіону Польщі МЗКС (Василькув).
1992 року провів 2 матчі за «Металург» в чемпіонаті України.
Завершив професійну ігрову кар'єру у нижчоліговому німецькому клубі «Рот Вайс» (Обергаузен), за який виступав протягом сезону 1993–94 років.

## Кар'єра тренера
З 1997 року працював асистентом головного тренера у близького друга Олега Тарана, з яким одружений з сестрами-близнюками. Разом вони працювали в «Металурзі», «Кривбасі», чеській «Опаві», словацькому «Словані» та «Металурзі» (Запоріжжя).
Останнім клубом, де Башкиров працював, стала дніпровська «Перемога», увійшовши до штабу Євгена Яровенка, а Олег Таран був спортивним директором клубу.
Помер 19 вересня 2023 року. Похований 21 вересня 2023 року на Запорізькому цвинтарі Дніпра.

## Досягнення
- Чемпіон СРСР (1): 1988.
- Срібний призер Чемпіонату СРСР (1): 1987.
- Бронзовий призер Чемпіонату СРСР (2): 1984, 1985.
- Володар Кубка СРСР (1) : 1989.
- Володар Кубка Федерації футболу СРСР (1): 1986.

### Індивідуальні
- В списку 33 найкращих футболістів (1) : 1987 — № 3.
- Майстер спорту СРСР: 1984